# Indigo (álbum de Never Shout Never)
Indigo es el cuarto álbum de estudio de la banda estadounidense Never Shout Never. Fue lanzado el 13 de noviembre de 2012 a través de Loveway Records. La banda lanzó el primer sencillo del álbum, «Magic», el 25 de septiembre de 2012.

## Información
A pesar de que algunos medios aseguraron que el cuarto disco de Never Shout Never se titularía Good times, en mayo de 2012 los miembros de la banda confirmaron que su nuevo trabajo discográfico se titulará Indigo. Además, Christofer Drew comentó a Alter The Press! que el álbum incluiría versiones mejoradas de las canciones «On the brightside» y «Trouble», originalmente de The summer (2009) y Me & my uke (2009). El 25 de mayo Christofer Drew comentó en Twitter sobre nuevas demos de la banda:

two new NSN demos recorded for #indigo today...it is by far the best stuff we've done. wish u could hear it :-(
hoy se grabaron dos nuevos demos de NSN para #indigo... hasta ahora es el mejor material que hemos hecho. Me gustaría que pudieran escucharlo :-(
Christofer Drew

## Lista de canciones
| Indigo |                      |          |  |
| N.º    | Título               | Duración |  |
| 1.     | «Magic»              |          |  |
| 2.     | «All mine»           |          |  |
| 3.     | «Life goes on»       |          |  |
| 4.     | «Sorry»              |          |  |
| 5.     | «Between two worlds» |          |  |
| 6.     | «Lust»               |          |  |
| 7.     | «California slang»   |          |  |
| 8.     | «Wrong side of town» |          |  |
| 9.     | «Honey-Dew»          |          |  |
| 10.    | «The look»           |          |  |
| 11.    | «Hazel eyes»         |          |  |